# Attalos II
Attalos II (Græsk: Attalos II Philadelphos, Ἄτταλος Β' ὁ Φιλάδελφος, 220 f.Kr.–138 f.Kr.) var konge af Pergamon. Han var den andenfødte søn af Attalos I og dronning Apollonis (?), og besteg tronen, først som medhersker side om side med sin skrantende bror, Eumenes II i 160 f.Kr., hvis enke Stratonice (Græsk: Στρατονίκη) han giftede sig med i 158 f.Kr. ved Eumenes' død.
Før Attalos II blev konge, var han allerede en dygtig militærleder. I 190 f.Kr. modstod han en invasion fra Seleukiderne og det efterfølgende år (189 f.kr.) ledte han sine styrker, side om side med den romerske hær under Gnaeus Manlius Vulso i Galatien. I 182 f.Kr. kæmpede han igen mod Seleukiderne. Endelig hjalp han romerne igen, i 171 f.Kr., hvor han sluttede sig til Publius Licinius Crassus i Grækenland, under den tredje makedonske krig.
- Wikimedia Commons har flere filer relateret til Attalos II

| Efterfulgte: Eumenes II | Attalid hersker | Efterfulgtes af: Attalos III |